# Fachinformationsdienst Ost-, Ostmittel- und Südosteuropa
Der Fachinformationsdienst (FID) Ost-, Ostmittel- und Südosteuropa ist an der Bayerischen Staatsbibliothek angesiedelt. Er unterstützt die deutsche geistes- und sozialwissenschaftliche Forschung zur Region infrastrukturell durch verschiedene Dienstleistungen. Der Zugriff auf das Medien- und Informationsangebot (print und digital) des FID erfolgt primär über das Forschungsportal zu Ost-, Ostmittel- und Südosteuropa, osmikon sowie den OPAC der Bayerischen Staatsbibliothek.

## Geschichte
Seit 1949 fördert die Deutsche Forschungsgemeinschaft (DFG) die Bayerische Staatsbibliothek (BSB) als Referenzbibliothek für die deutsche Osteuropaforschung. 1949–2015 erfolgte dies im Rahmen des Förderprogramms der „Sondersammelgebiete“, seit 2016 im Rahmen des Programms „Fachinformationsdienste für die Wissenschaft“.

## Profil
Zum FID-Profil gehören die folgenden Länder: Albanien, Bosnien-Herzegowina, Bulgarien, Estland, Kosovo, Kroatien, Lettland, Litauen, Makedonien, Moldawien, Montenegro, Neuzeitliches Griechenland, Polen, Rumänien, Russland, Serbien, Slowakei, Slowenien, Tschechien, Ukraine, Belarus, Zypern.
Inhaltlich werden folgende Fächer abgedeckt: Geschichte inkl. Vor- und Frühgeschichte, Politik, Bildungs- und Hochschulwesen, Medien, Informations-, Buch- und Bibliothekswesen, Anthropogeographie, Kirchengeschichte, Theologie, Soziologie, Rumänische Philologie und Volkskunde, Albanische Philologie und Volkskunde, Baltische Philologie und Volkskunde, Griechische Philologie und Volkskunde.

## Angebot

### Bereitstellung von Informationsressourcen
Im Rahmen des FID erwirbt und erschließt die BSB jährlich ca. 18.000 Monographien, mehrere tausend Zeitschriftenbände und vielfältige elektronische Medien. Um diese wissenschaftliche Literatur und Quellen für die Forschung deutschlandweit zur Verfügung zu stellen, kommen Dienste wie Fernleihe und Dokumentlieferung, wo immer möglich auch die unmittelbare digitale Bereitstellung zum Einsatz.

### Tiefenerschließung zur Verbesserung der Recherche- und Zugriffsmöglichkeiten
Um die ca. 1.500 monatlich für die Osteuropasammlung im Rahmen des FID erworbenen Monographien und Sammelbände für Wissenschaftler besser auffindbar zu machen, werden neben den Titeldaten und Schlagwörtern weitere Informationen zur Verfügung gestellt: Inhalts- und Literaturverzeichnisse, Zusammenfassungen, Orts-, Personen- und weitere Register, Verknüpfung mit Rezensionen sowie Zusatzinformationen zu ausgewählten besonderen Drucken oder umfangreichen Datenbanken werden mit den Katalogeinträgen der einzelnen Titel verknüpft. Alle diese sogenannten Kataloganreicherungsdaten sind sowohl über den Bibliotheks-OPAC der Bayerischen Staatsbibliothek und dem Portal osmikon im Volltext durchsuchbar und erleichtern somit das Auffinden relevanter Literatur.

### Aufsatzdatenbank ARTOS
Seit 2016 wird in ARTOS (zum Teil unter Verwendung von Erschließungsdaten seit 1947) die an verschiedenen Institutionen betriebene Aufsatzerschließung für den Inhaltsbereich des FID Ost-, Ostmittel- und Südosteuropa im deutschsprachigen Raum koordiniert und zu einer umfassenden Aufsatzdatenbank ausgebaut. Derzeit werden über 350 laufende Zeitschriften und ausgewählte Sammelbände ausgewertet. Die Datenbank ist als Datenquelle in osmikonSEARCH integriert und kann über das Portal mit durchsucht werden.

### Publizieren im Open Access
Die BSB stellt heute einen wesentlichen Teil ihrer Bestände zum östlichen und südöstlichen Europa digital frei zur Verfügung, darunter den gesamten Bestand bis zum Erscheinungsjahr 1875 (ca. 80.000 Bände). Zusätzlich werden viele urheberrechtlich geschützte wissenschaftliche Monographien, Sammelbände und Fachzeitschriften Titel im Fachrepositorium OstDok digital bereitgestellt.
Im Rahmen des originär elektronischen Publizierens werden in derzeit zwei Reihen Sammelbände und Graduierungsschriften veröffentlicht. Dazu gibt es die Möglichkeit, auf osmikon Themendossiers zu veröffentlichen.

### Forschungsdaten und Egodokumente
Der FID stellt zur Sicherung, Aufbereitung und Nachnutzung von Forschungsdaten über osmikon vielfältige Informationen bereit und arbeitet an der Einrichtung einer entsprechenden, die fachspezifischen Anforderungen berücksichtigenden Plattform für die Osteuropaforschung.
Mit dem Aufbau einer Sektion für Ego-Dokumente bzw. Selbstzeugnissen wird im FID dem historisch-anthropologischen Forschungsansatz in der Ost- und Südosteuropaforschung Rechnung getragen werden. Der inhaltliche Schwerpunkt liegt auf der Digitalisierung und Bereitstellung von Autobiographien, Tagebüchern, Memoiren, Interviews, Fotonegativen und Briefen mit Bezug zum östlichen Europa.

### Archivierung und Bereitstellung freier Internetressourcen (Elektronische Zeitschriften und Webseiten)
Die Online-Auftritte einer nicht geringen Zahl dieser Zeitschriften müssen jedoch als unsicher eingestuft werden, weil davon auszugehen ist, dass sie aus technischen, organisatorischen oder politischen Gründen nicht langfristig verfügbar sein werden. Daher werden diese Zeitschriften soweit rechtlich möglich archiviert und falls der Webauftritt nicht mehr erreichbar ist die archivierte Version bereitgestellt. Analog zu elektronischen Zeitschriften werden auch gefährdete forschungsrelevante Webseiten aus den Ländern des östlichen und südöstlichen Europa regelmäßig archiviert.

### Webportal osmikon
Osmikon als Nachfolger der Virtuellen Fachbibliothek Osteuropa (ViFaOst) dient der Bündelung der Serviceangebote der deutschen Osteuropaforschung und als Portal des FID Osteuropa. In Kooperation mit der Bayerischen Staatsbibliothek, dem Collegium Carolinum, dem Herder-Institut (Marburg) und dem Leibniz-Institut für Ost- und Südosteuropaforschung bietet es einen möglichst umfassenden Nachweis zu Informationsressourcen mit dazugehörigen Verfügbarkeits- und Zugriffsdiensten.